# Phân cấp hành chính Phần Lan
Phân cấp hành chính Phần Lan hiện nay bao gồm hai cấp chính là:
- Cấp vùng: vùng (maakunta)
- Cấp khu tự quản: thành phố (kaupunki) / huyện (kunta)

Từ năm 2019, Phần Lan được chia làm 311 khu tự quản thuộc 19 vùng, trong đó có 1 vùng tự trị là Åland.
Để phục vụ cho công tác hành chính và thống kê, các vùng của Phần Lan được phân vào địa bàn hoạt động của 7 cục quốc gia hành chính khu vực và 15 trung tâm phát triển kinh tế, giao thông và môi trường. Ngoài ra, các vùng còn được nhóm lại thành 13 khu vực bầu cử.

## Phân cấp hiện tại

Bản đồ các đơn vị hành chính cấp vùng

### Cấp vùng
Hiện nay Phần Lan có 19 đơn vị hành chính cấp vùng, trong đó:
- Về phương diện dân số: vùng Uusimaa có dân số nhiều nhất (1.429.202 người) và vùng Åland có dân số ít nhất (27.817 người);
- Về phương diện mật độ dân số: vùng Uusimaa có dân cư đông đúc nhất (223 người/km²) và vùng Lapland có dân cư thưa thớt nhất (1,98 người/km²);
- Về phương diện diện tích đật liền: vùng Lapland có diện tích đất liền lớn nhất (92.664,60 km²) và vùng Åland có diện tích bé nhất (1.552,57 km²).

Phần Lan là một nước có mật độ dân số tương đối thưa thớt với tổng dân số là 5.602.757 người, tập trung đông đúc tại khu vực duyên hải miền Nam và miền Tây.